# Hydrographie der Schweiz
Der Artikel Hydrographie der Schweiz stellt das Vorkommen, den Haushalt, die Erscheinungsformen und die Nutzung des Wassers in der Schweiz dar.

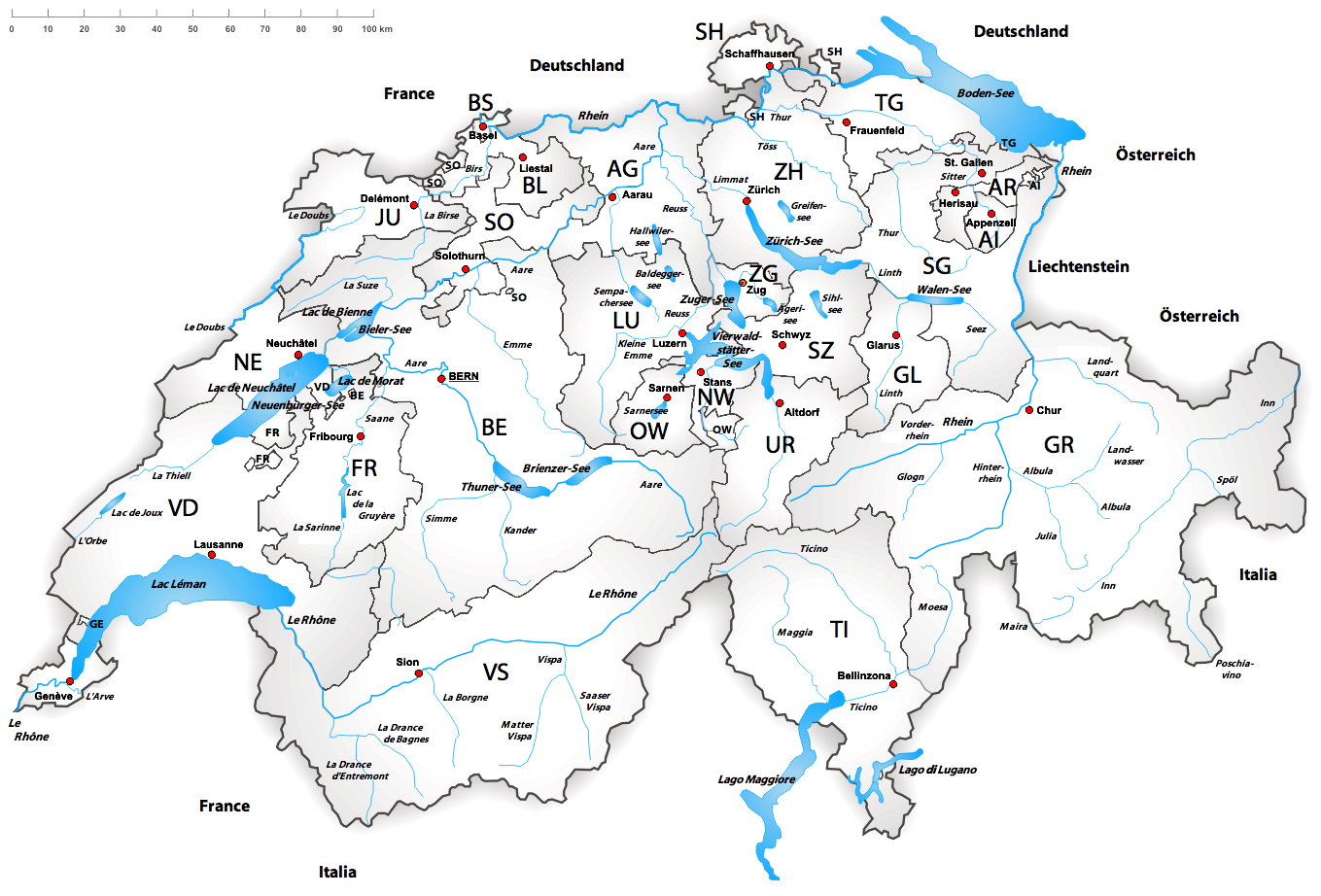
Karte der Schweiz mit den grössten Flüssen, Seen, sowie Kantonen und ihren Hauptstädten

## Hydrographische Gliederung

Europäische Flusseinzugsgebiete in der Schweiz:
Rhein (Alpenrhein, Thur, Birs)
Rhein (Aare, Reuss und Limmat)
Rhône
Po
Etsch
Donau

Die Schweiz hat Anteil an fünf Gewässersystemen Europas:
- dem System des Rheins, der in die Nordsee und damit in den Atlantik entwässert,
- dem System der Rhone, die am Golfe du Lion ins westliche Mittelmeer mündet,
- dem System des Pos, der in die Adria (östliches Mittelmeer) fliesst,
- dem System der Etsch, die in die Adria fliesst.
- dem System der Donau, die ins Schwarze Meer mündet.

Entsprechend verlaufen durch die Schweiz mehrere europäische Hauptwasserscheiden: Sie trennen die Einzugsgebiete von Nordsee, Mittelmeer und Schwarzem Meer. Eine dreifache Hauptwasserscheide findet sich auf dem Lunghinpass in Graubünden, dem einzigen Kanton, welcher mehr als zwei – und zwar gleich vier – kontinentale Einzugsgebiete umfasst. Eine detaillierte hydrogeographische Gliederung der Schweiz findet sich im Hydrologischen Atlas der Schweiz (HADES).

## Fliessgewässer

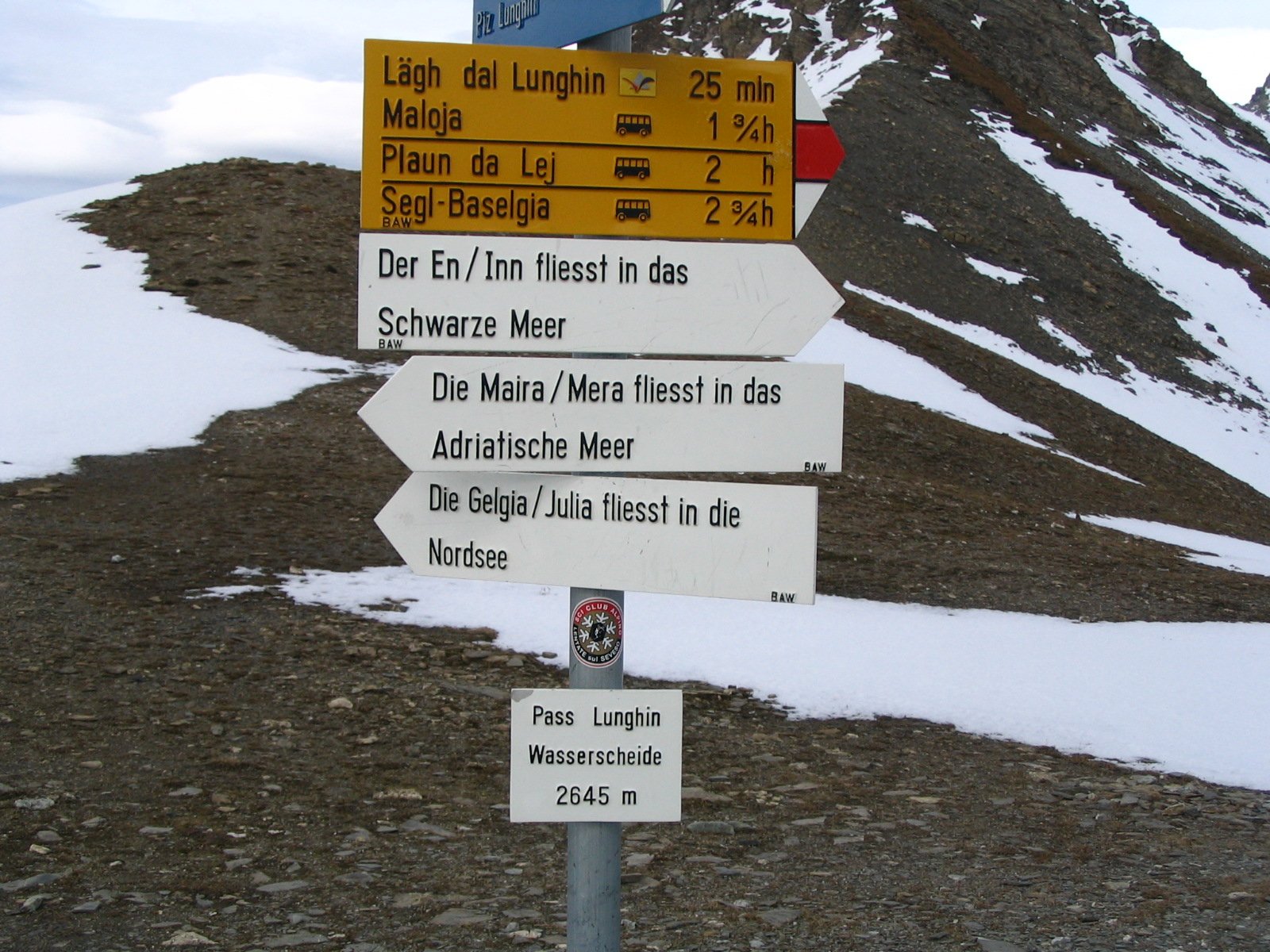
Dreifachwasserscheide am Lunghinpass

Aufgrund ihrer Topographie und der hohen Niederschlagsmenge von 1431 mm/a (Mittel der Periode 1901–2000) weist die Schweiz ein weit verästeltes Netz von Bächen und Flüssen mit einer Gesamtlänge von rund 65'000 Kilometern auf (gemäss Landeskarte 1:25'000). Viele bedeutsame Flüsse entspringen dabei dem Gotthardmassiv, so der Rhein, die Rhône, die Reuss und der Ticino. Innerhalb der Schweiz hat der Rhein mit 376 km den längsten Lauf, gefolgt vom Rhein-Zubringer Aare mit 288 km und der Rhône mit einer Länge von 266 km.
Besonders der Rhein (mit dem Nebenfluss Aare) und die Rhône, die zu den längsten Flüssen Europas gehören, prägen die Schweiz. Die Idee, mittels eines transhelvetischen Kanals zwischen Rhein und Rhone die Nordsee und das Mittelmeer mit einer Wasserstrasse zu verbinden, wurde allerdings nie verwirklicht.

### Rhein

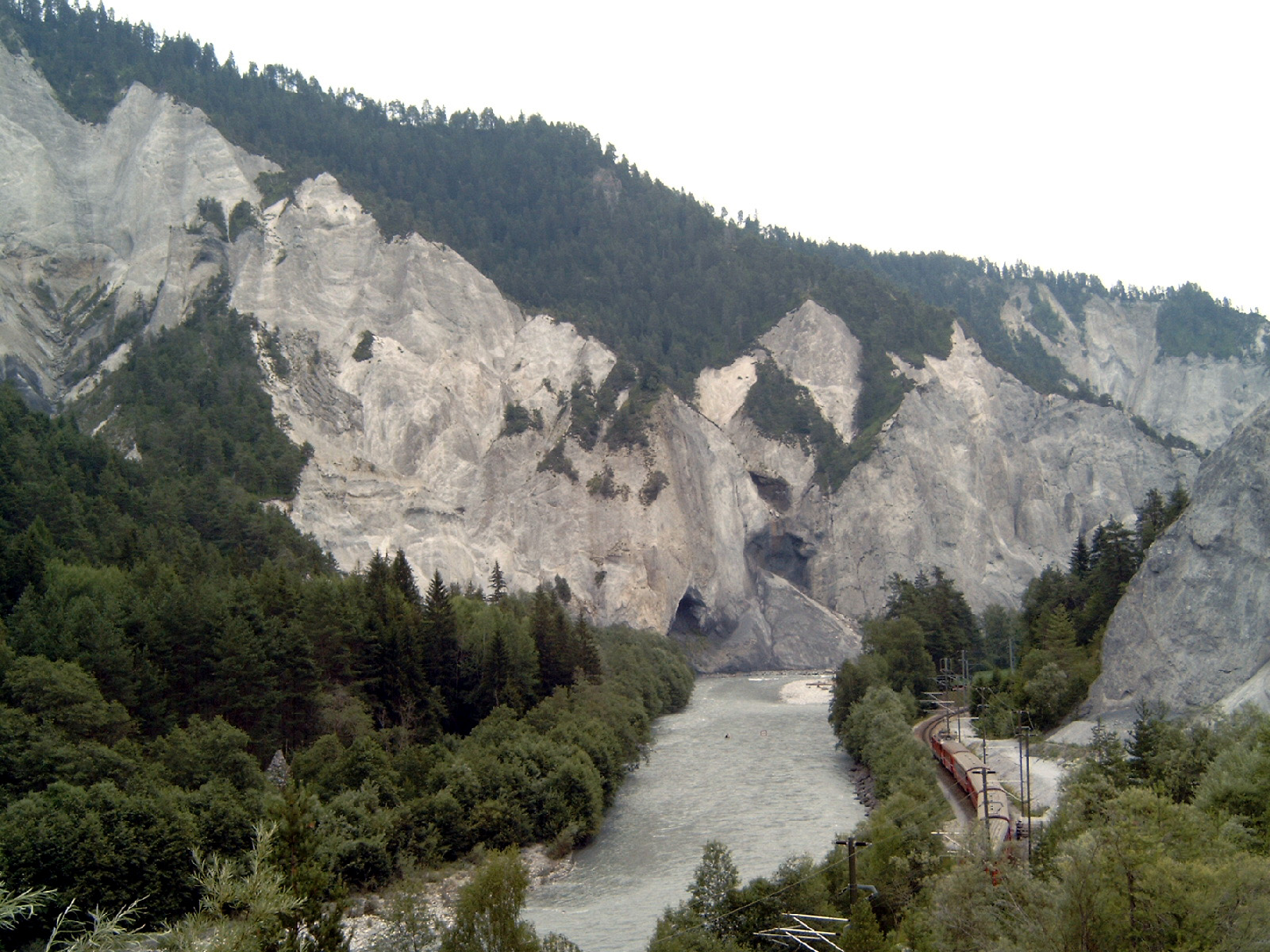
Vorderrheinschlucht durch den Flimser Bergsturz

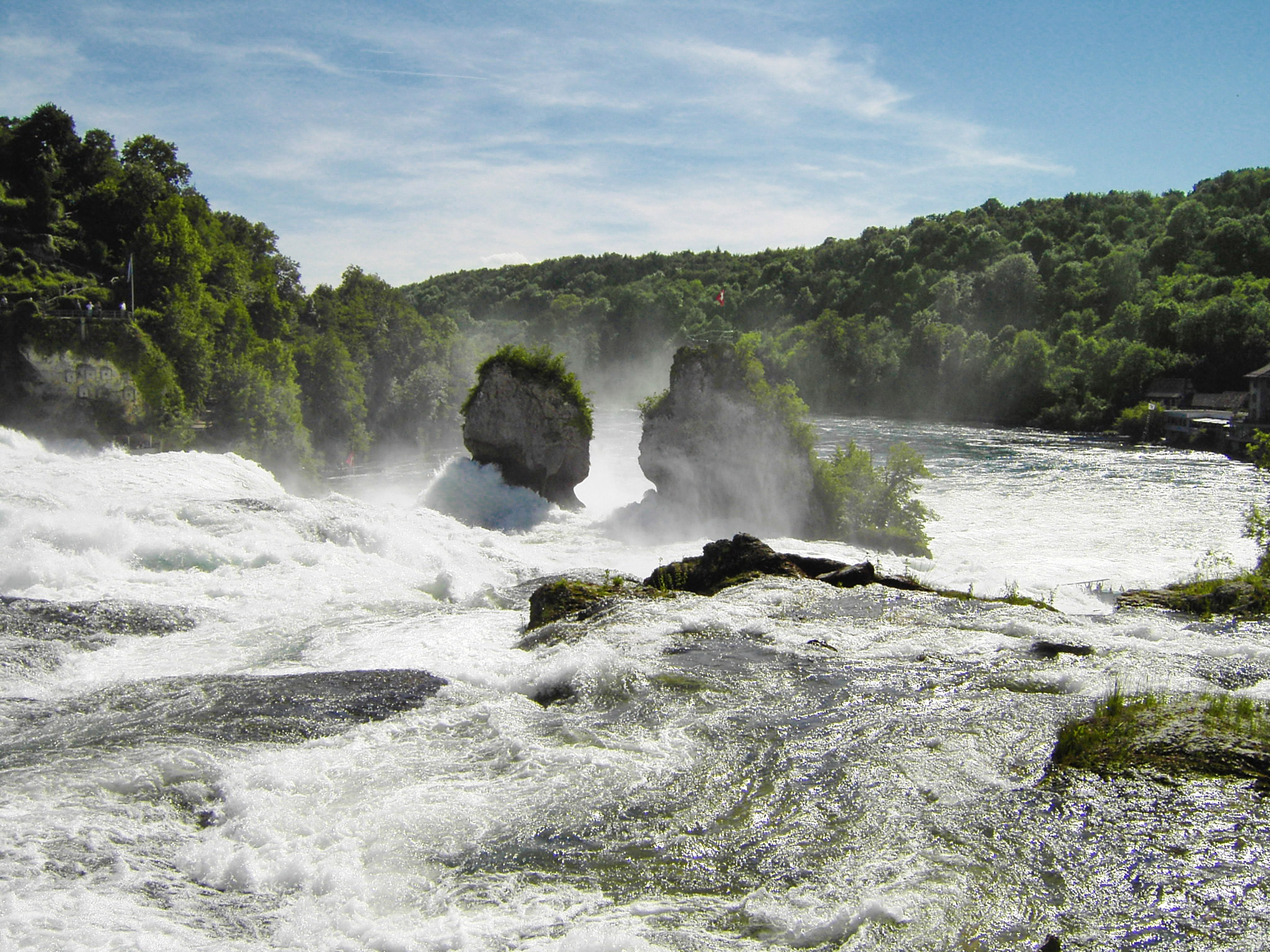
Rheinfall bei Schaffhausen

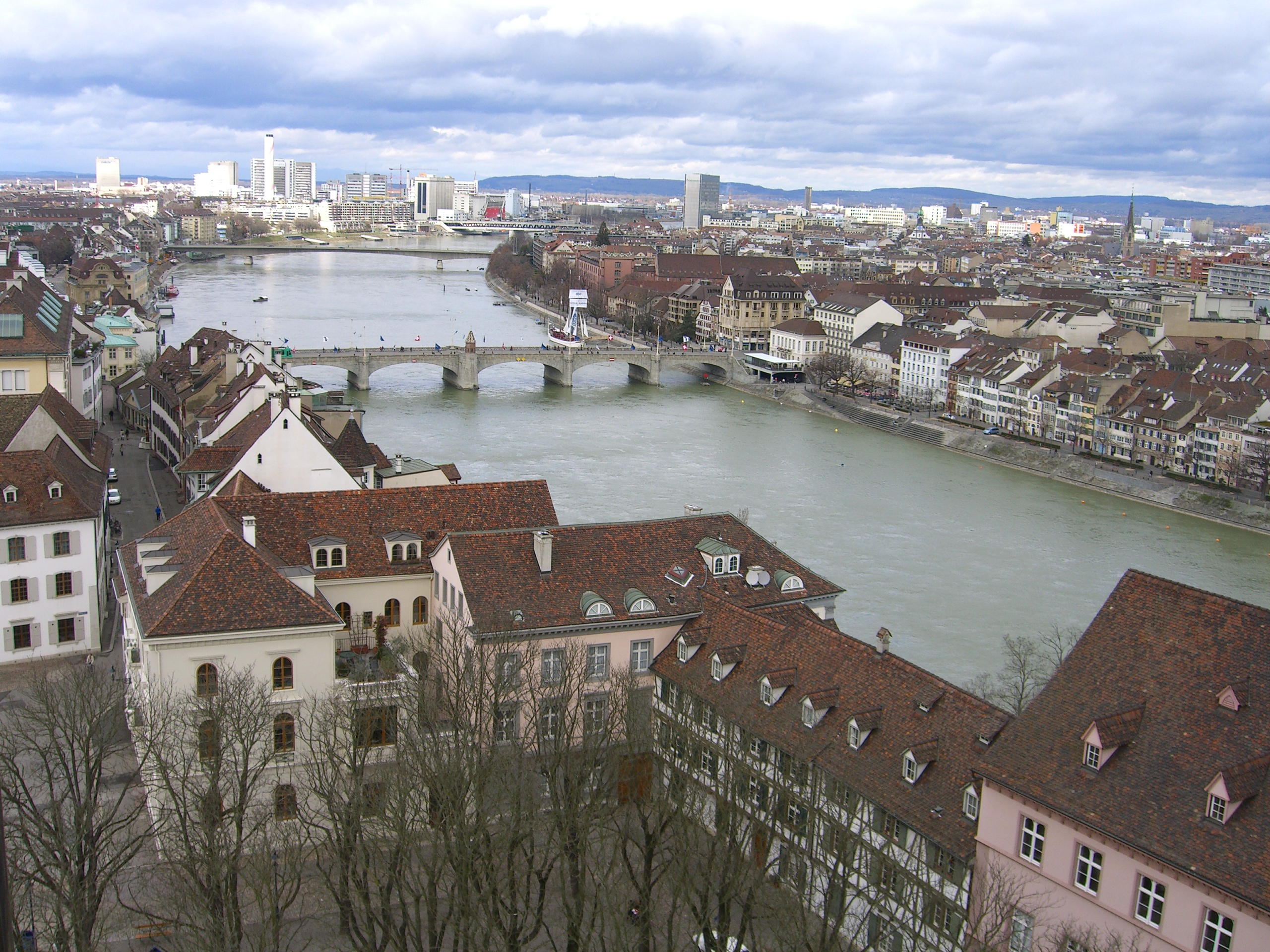
Rhein in Basel

Der Rhein durchfliesst auf einer Länge von 376 km die Schweiz und ist damit der längste Fluss des Landes. Mit allen Nebenflüssen hat er ein Einzugsgebiet von rund 36'500 km². Das Quellgebiet des Rheins ist umfangreich und bedeckt weite Teile Graubündens. Er hat mehrere, vom Abfluss vergleichbare Oberläufe am Vorderrhein und am Hinterrhein mit Albula, Landwasser und Julia. Als Rheinquelle wird traditionell der Tomasee genannt, zudem existieren einige mündungsfernere Quellpunkte. Mündungsfernster Quellfluss ist demnach der Rein da Medel, (Details siehe Rheinquelle).
Vorder- und Hinterrhein vereinigen sich bei Reichenau GR zum Rhein, der wenig später Chur, den Hauptort des Kantons Graubünden passiert. Später grenzt er das Fürstentum Liechtenstein und das österreichische Bundesland Vorarlberg von der Schweiz ab, um dann in den Bodensee zu münden. Bewohner ausserhalb dieser Regionen pflegen den Abschnitt zwischen Rheinquelle und Bodensee Alpenrhein zu nennen.
Bei Konstanz verlässt der Rhein den Bodensee in westlicher Richtung als Seerhein und bildet damit streckenweise eine natürliche Grenze zu Deutschland. Nachdem er den Untersee durchströmt hat, verlässt er ihn bei Stein am Rhein als Hochrhein, welcher wiederum auf weiten Strecken die Grenze zu Deutschland zieht. Unmittelbar südlich von Schaffhausen, zwischen Neuhausen am Rheinfall und Laufen ZH, befindet sich der grösste Wasserfall Mitteleuropas, der Rheinfall.
Bei Koblenz strömen der Rhein und die deutlich wasserreichere und bis dahin fast ebenso lange Aare zusammen, die Wasserführung des Rheins vergrössert sich damit um mehr als das Doppelte. Im weiteren Verlauf durchquert der Strom die Stadt Basel, wird zum Oberrhein und verlässt die Schweiz daraufhin in Richtung Norden, bis er schliesslich im Rhein-Maas-Delta in die Nordsee mündet.

#### Aare

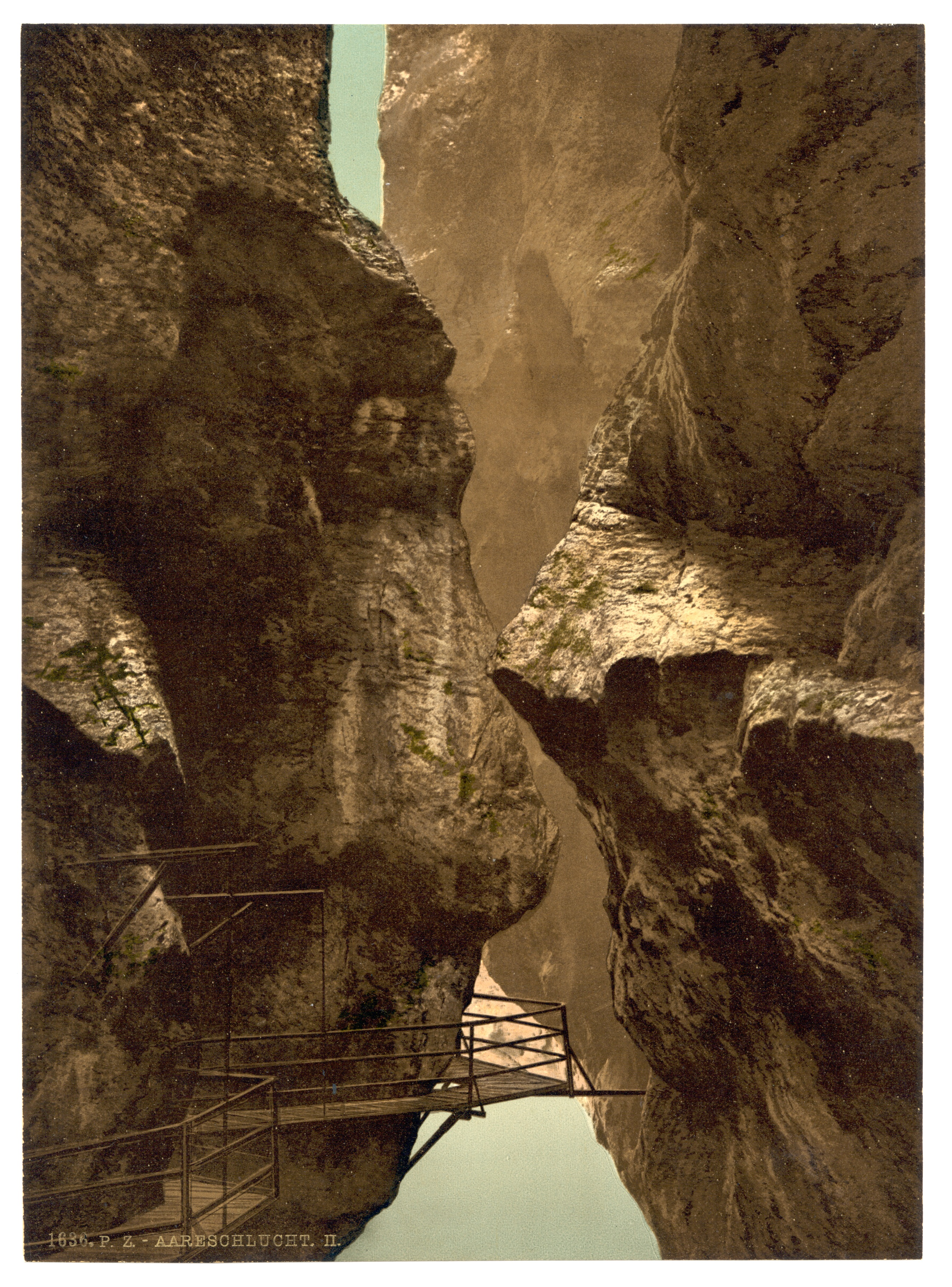
Aareschlucht

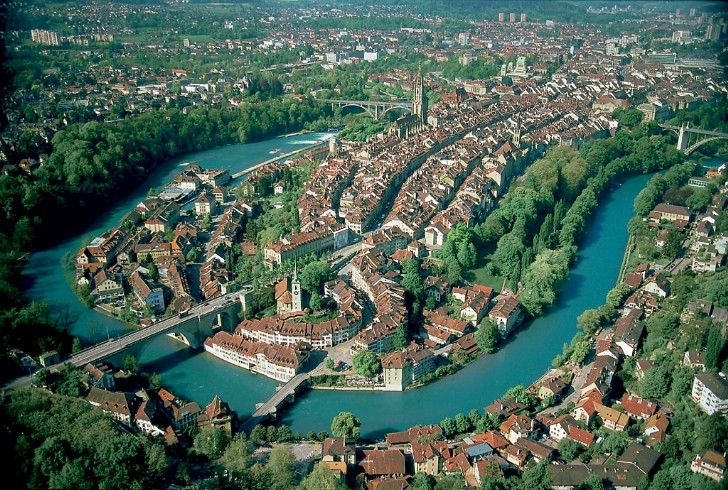
Aare bei Bern

Die Aare ist der wichtigste Nebenfluss des Rheins, hat eine Länge von 288 km und ein Einzugsgebiet von rund 17'800 km². Sie ist damit der längste auf Schweizer Territorium beschränkte Fluss. Zudem ist sie auch der wasserreichste – beim Zusammenfluss mit dem Rhein führt sie im langjährigen Mittel 25 % mehr Wasser als der Rhein. Da der Rhein aber historisch die wichtigere Verbindung ist, behält er seinen Namen.
Die Aare entspringt im westlichen Gotthardmassiv im Berner Oberland und zwängt sich zwischen Innertkirchen und Meiringen durch die Aareschlucht nordwärts. Einige Kilometer weiter fliesst sie zunächst in den Brienzer- und dann in den Thunersee. Danach windet sie sich in zwei Schleifen durch die Bundesstadt Bern, um anschliessend zum Wohlensee gestaut zu werden. Bei Aarberg fliesst die Aare seit 1878 wegen der Juragewässerkorrektion in nordöstlicher Richtung durch den Hagneckkanal in den Bielersee. Diesen verlässt sie in östlicher Richtung dem Jura-Südbogen entlang durch den Nidau-Büren-Kanal Richtung Solothurn und Olten, um sich bei Brugg im Wasserschloss der Schweiz mit der Reuss und der Limmat zu vereinen. Nun nach Norden fliessend, trifft die Aare nach wenigen Kilometern auf den Rhein.

##### Zihl
Die Zihl entsteht aus dem Zusammenfluss der Orbe und des Talent im Kanton Waadt. Seit der Juragewässerkorrektion fliesst sie durch den Zihlkanal aus dem Neuenburgersee in den Bielersee.

##### Broye
Die Broye ist ein 72 km langer Fluss im Westschweizer Mittelland. Zwischen dem Murten- und dem Neuenburgersee fliesst der Fluss seit der Juragewässerkorrektion durch den Broyekanal.

##### Saane

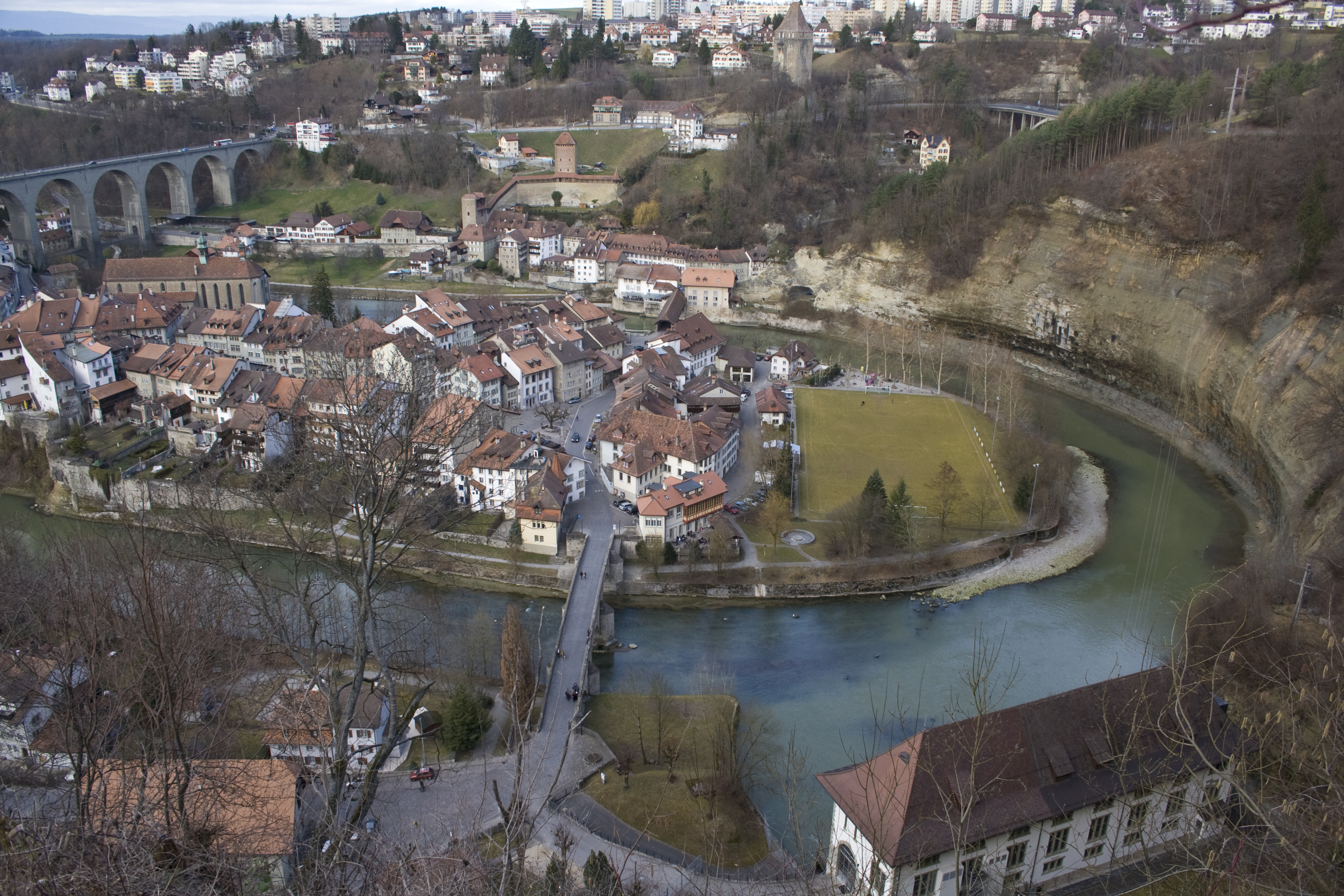
Saane in Fribourg

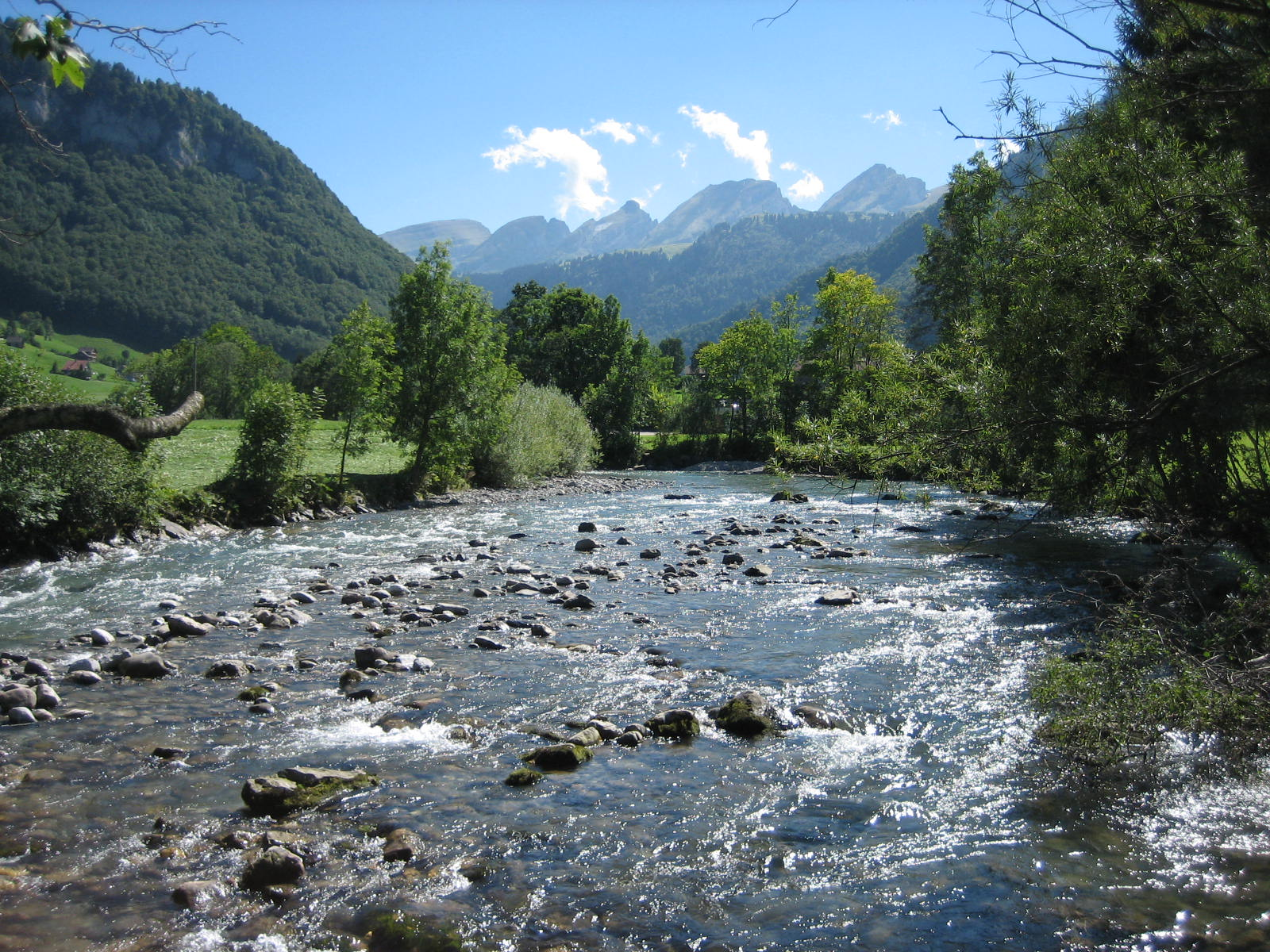
Thur im Toggenburg

Die Saane (frz. «Sarine»; 126 km; 1900 km²) entspringt bei Gsteig im westlichen Berner Oberland. Sie fliesst zuerst westwärts durch das waadtländische Pays-d’Enhaut, anschliessend nach Norden, wo sie das Greyerzerland – unter anderem mit dem Greyerzersee – prägt. Die Saane ist der Hauptfluss des Kantons Freiburg, häufig bildet sie zugleich auch die Sprachgrenze. Nachdem die Saane Fribourg und den Schiffenensee durchflossen hat, fliesst sie bei Aarberg in die Aare.

##### Reuss
Die Reuss (158 km; 3400 km²) ist der prägende Fluss der Zentralschweiz. Sie fliesst vom Gotthard kommend stetig nach Norden und formt dabei das Urnertal, durch welches die transeuropäische Gotthardroute führt. Anschliessend mündet die Reuss in den Vierwaldstättersee, den sie bei Luzern verlässt, um schliesslich bei Brugg in die Aare zu fliessen.

##### Linth/Limmat
In den Glarner Alpen, in der Nähe des Tödi, entspringt die Linth (140 km; 2400 km²), welche gegen Nordosten die Voralpen durchquert und seit der grossen Gewässerkorrektion in der ersten Hälfte des 19. Jahrhunderts durch den Escherkanal in den Walensee fliesst. Vom Walensee fliesst die kanalisierte Linth durch den Linthkanal in den Zürichsee, passiert als Limmat die Stadt Zürich und strebt gegen Nordwesten in Richtung Aare zum Wasserschloss bei Brugg.

##### Kander
Die Kander ist ein Fluss im Berner Oberland und 46 km lang. Seit der Kanderkorrektion (auch Kanderdurchstich genannt) anfangs des 18. Jahrhunderts fliesst sie in den Thunersee und nicht wie vor der Korrektion unterhalb des Thunersees in die Aare. Die Kanderkorrektion war die erste grössere Gewässerkorrektion in der Schweiz.

#### Thur
Nordöstlich des Walensees entspringt mit der Thur (135 km; 1700 km²) der grösste Fluss der Ostschweiz. Sie prägt vor allem das Toggenburg, den Kanton Thurgau und Teile des Zürcher Hinterlandes. Die Thur fliesst kurz nach dem Rheinfall in den Rhein.

#### Birs
Bei Basel fliesst die Birs (76 km; 900 km²) in den Rhein. Diese entspringt im Berner Jura, durchfliesst den jurassischen Hauptort Delsberg und hat innerhalb des Juragebirges mehrere Klusen und ein markantes Tal (Laufental) geschaffen.

### Rhone

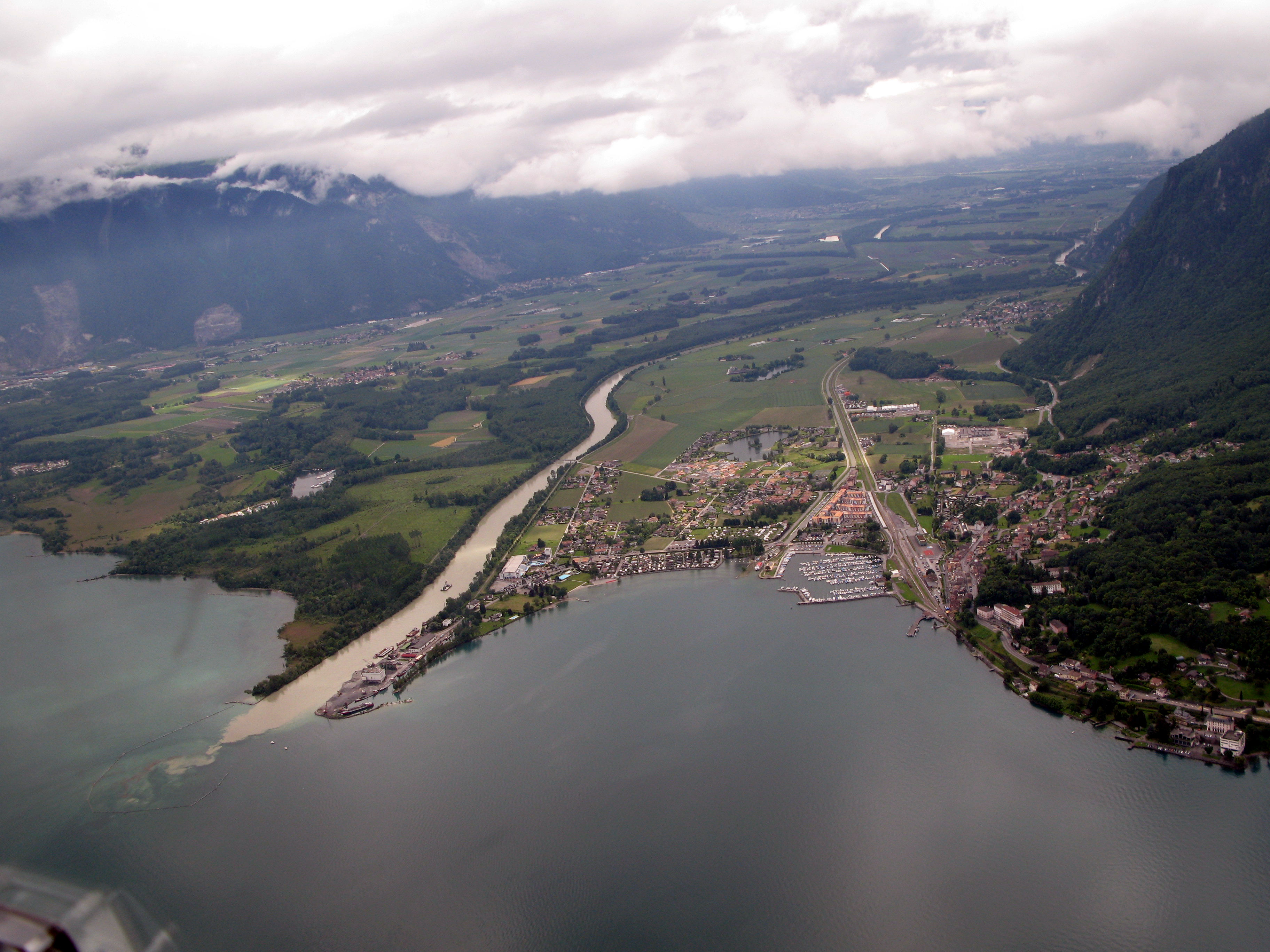
Mündung der Rhone in den Genfersee

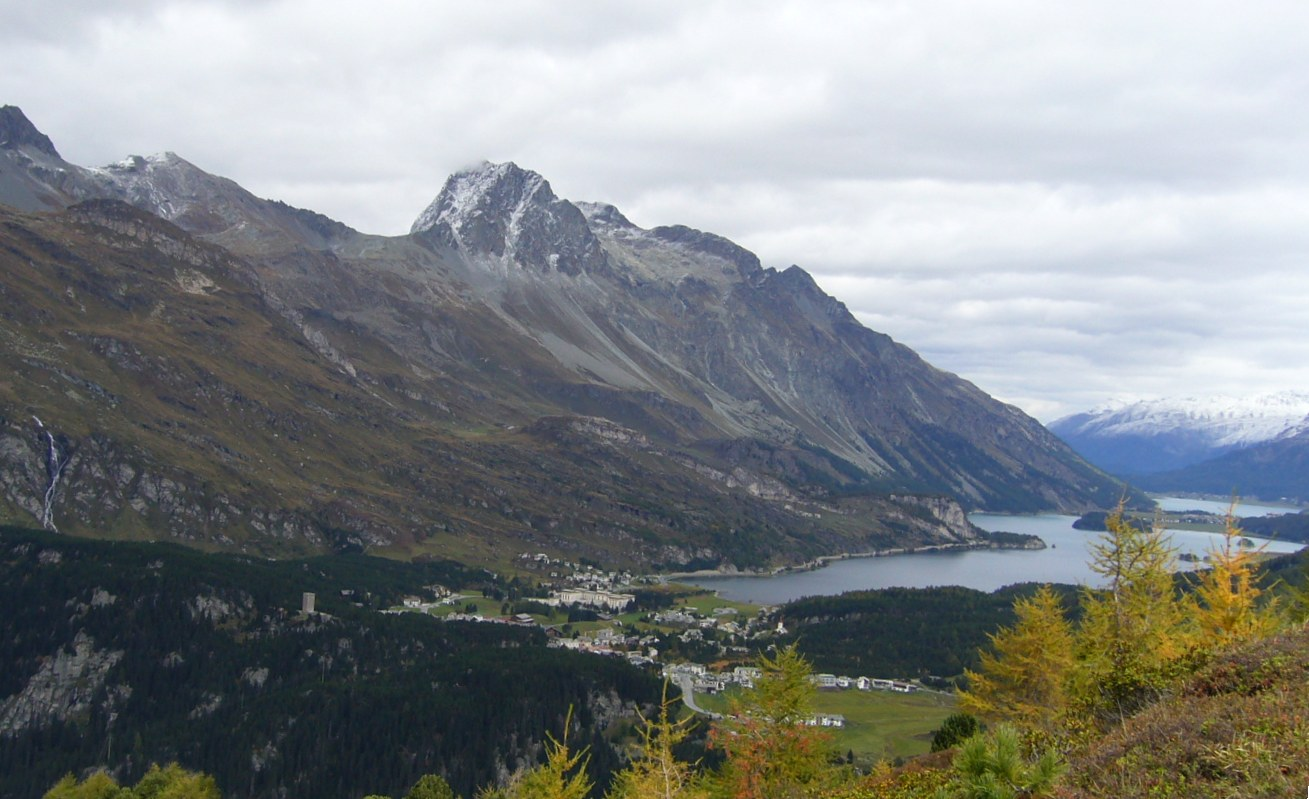
Blick auf das Quellgebiet des Inns mit Silser- und Silvaplanersee

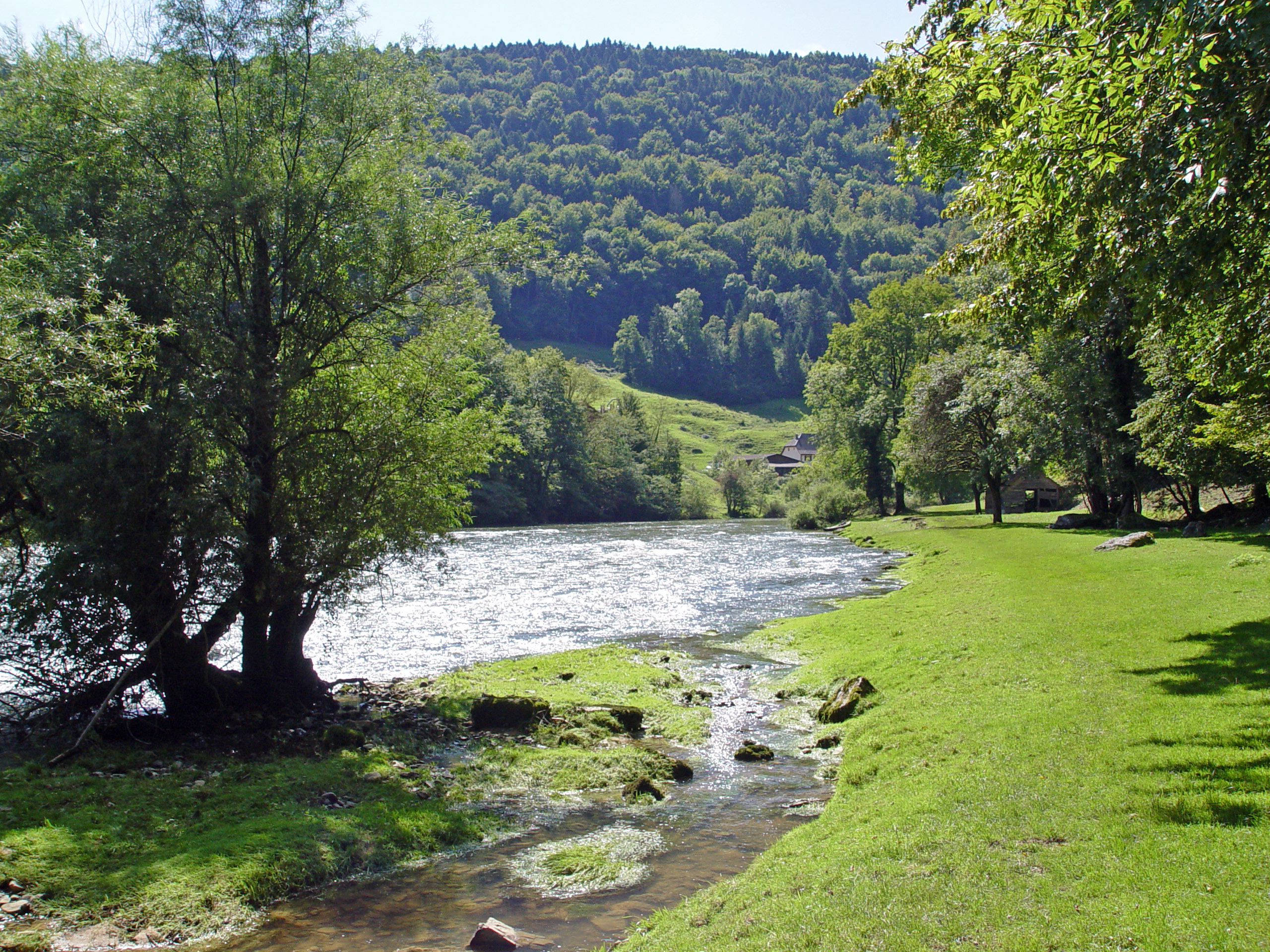
Der Doubs bei Soubey

Die Rhone (dt. «Rotten»; 266 km; 10'400 km²) entspringt auf der westlichen Seite des Gotthardmassivs (Rhonegletscher) und fliesst durch den Kanton Wallis im markanten Rhonetal westwärts. Bei Martigny ändert die Rhone ihre Richtung nach Norden und fliesst in den Genfersee. Am westlichen Seeende fliesst sie durch die Stadt Genf, verlässt kurz darauf die Schweiz und mündet schliesslich ins Mittelmeer.

### Ticino
Der Namensgeber des Kantons Tessin, der Ticino (dt. «Tessin», 91 km, 1600 km²), entspringt dem südlichen Gotthardmassiv. Er fliesst gegen Süden durch den nördlichen und mittleren Teil des Kantons (Sopraceneri) und vereinigt sich mit der aus dem bündnerischen Misox kommenden Moesa. Seit den Gewässerkorrektionen des ausgehenden 19. Jahrhunderts fliesst der Ticino, der vorher in unzähligen Mäandern die gesamte Talbreite der Magadinoebene ausnutzte, in einem 60 m breiten, gerade gezogenen Kanal Richtung Lago Maggiore. Hochwasserdämme beiderseits der Ufer verhindern, dass der Fluss über die Ufer tritt. Nach dem Lago Maggiore verlässt der Fluss die Schweiz. In den Lago Maggiore fliesst ausserdem auch der zweite bedeutende Fluss des Tessins, die Maggia, sowie die Tresa, die als Abfluss des Luganersees grosse Teile des Sottoceneris entwässert. Der Ticino fliesst schliesslich im Süden aus dem Lago Maggiore und mündet in den Po, welcher wiederum in die Adria fliesst.

### Inn
Der Inn (106 km; 2150 km²) entspringt bei Maloja im Engadin. Er fliesst durch Silser- und Silvaplanersee in Richtung Nordosten, verlässt die Schweiz bei Vinadi und mündet im bayerischen Passau in die Donau, welche ins Schwarze Meer fliesst.

### Entwässerungen neben Rhein, Rhone, Ticino und Inn
Rhein, Rhône, Ticino und Inn entwässern nahezu die ganze Schweiz. Einige kleinere Gebiete werden über andere Flüsse entwässert: Im Nordwesten etwa die Umgebungen von La Chaux-de-Fonds und Saint-Ursanne sowie die Ajoie durch den Doubs (Richtung Rhone und Mittelmeer); im Südosten das Münstertal (durch den Rambach und Etsch in die Adria); die Bündner Südtäler Puschlav (durch Poschiavino) und Bergell (durch Mera); im Tessin die südlichen und östlichen Teile des Mendrisiottos (durch Breggia und Comersee bzw. durch Gaggiolo und Olona in die Adda) sowie das Zwischbergental südlich des Simplonpasses (durch das Grosse Wasser).

### Flüsse mit Quelle ausserhalb der Schweiz
Ausser einem Quellfluss des Rheins (Lago di Lei) entspringt keines der grossen Schweizer Fliessgewässer im Ausland. Kleinere Flüsse mit Quelle im Ausland sind der Doubs, die Orbe, die Arve, Wiese, Melezza, Spöl, Biber, Faloppia und Isorno. Dazu kommen alle Flüsse aus Liechtenstein, Österreich und Deutschland, welche vor Basel in den Rhein münden.

### Gewässerkorrektionen
Zum Schutz vor Hochwasser wurden seit Anfang des 18. Jahrhunderts zahlreiche Gewässerkorrektionen vorgenommen, so z. B. die Juragewässerkorrektion, die Linthkorrektion und die Kanderkorrektion.
Grössere Flusskorrektionen
| Bauzeit             | Fluss      | Korrektionsstrecke zwischen                           | Länge (km) | Teilweise Renaturierung ab                     | Bemerkungen                                                                  |
| ------------------- | ---------- | ----------------------------------------------------- | ---------- | ---------------------------------------------- | ---------------------------------------------------------------------------- |
| 1711–14             | Kander     | Kanderdurchstich in den Thunersee                     | 1          |                                                |                                                                              |
| 1807–16             | Linth      | Escherkanal – Walensee – Lindkanal – Zürichsee        | 15         | 2008                                           |                                                                              |
| 1855–65             | Gürbe      | Wattenwil – Aare                                      | 16         | 2006                                           |                                                                              |
| 1856–90             | Nozon/Orbe | Orny VD bzw. Orbe – Neuenburgersee                    | 9 + 11     |                                                |                                                                              |
| 1860–90             | Alpenrhein | Landquart – Rüthi                                     | 40         |                                                |                                                                              |
| 1863–84             | Rhone      | Brig – Genfersee                                      | 103        | geplant                                        |                                                                              |
| 1824–1859/1872–1892 | Aare       | Münsingen – Gürbemündung und Thun – Uttigenfluh       |            | geplant                                        |                                                                              |
| 1866–75             | Aare       | Meiringen – Brienzersee                               | 13         |                                                |                                                                              |
| 1868–91             | Zihl/Aare  | Juragewässerkorrektion: Bielersee – Büren an der Aare | 12         | 2015: Alte Aare bei Studen BE                  |                                                                              |
| 1871–1920           | Emme       | Räbloch (Gem. Schangnau)-Aare                         | 61         |                                                |                                                                              |
| 1874–93             | Thur       | Bischofszell – Hochrhein                              | 62         | TG: 2002 / ZH: 2008–2017 Naturzentrum Thurauen |                                                                              |
| 1878–95             | Glatt      | Greifensee – Hochrhein                                | 41         | geplant                                        |                                                                              |
| 1881–1910           | Töss       | Fischenthal – Dättlikon                               | 42         | geplant                                        |                                                                              |
| 1888–1912           | Tessin     | Bellinzona – Magadinoebene – Lago Maggiore            | 14         | geplant                                        |                                                                              |
| 1895–1923           | Alpenrhein | Rüthi – Bodensee (Rheinregulierung (Alpenrhein))      | 25         | geplant (Rheinaufweitung)                      |                                                                              |
| 1897                | Hochrhein  | Thurmündung – Rüdlingen                               | 3          |                                                |                                                                              |
| 1903–1907           | Biber      | Buch SH – Rheinmündung                                |            |                                                |                                                                              |
| 1911–1926           | Muota      | Hinterthal (Gem. Muotathal) – Vierwaldstättersee      | 9 + 6      |                                                |                                                                              |
| 1917–87             | Saane      | Montbovon – Lac de la Gruyère                         | 16         |                                                |                                                                              |
| 1930er              | Hochrhein  | Stein am Rhein – Kloster Paradies                     | 16         | 2000                                           | Ufermauern                                                                   |
| 1949–55             | Areuse     | Travers – Couvet                                      | 14         |                                                |                                                                              |
| 2020–2024 (ca.)     | Sihl       | Rütiboden – Thalwil (Entlastungsstollen)              | 2          |                                                | Entlastungsstollen bei Hochwasser zum Zürichsee, vgl. Sihl #Hochwassergefahr |

## Stehende Gewässer
Die Schweiz zählt 79 Seen mit einer Fläche von mehr als 0,5 km² und 6668 Kleinseen mit einer Fläche zwischen 500 und 500'000 m². Am meisten Kleinseen – total 1621 – entfallen hierbei auf den Kanton Graubünden; generell gilt, dass die Alpen eine leicht höhere Dichte an Kleinseen haben als das Mittelland, der Jura ist die biogeografische Region mit der tiefsten Dichte.
Die stehenden Gewässer (Flächenkriterium >500 m²) bedecken zusammen eine Fläche von 2252 km² – allerdings sind in dieser Summe auch Seen enthalten, die sich über die Landesgrenze erstrecken. Die beiden grössten Seen sind der Genfersee (Fläche: 581 km²; Volumen: 90 Mia. m³) im Südwesten, den sich die Schweiz mit Frankreich teilt, und der Bodensee (Fläche: 536 km²; Volumen: 49 Mia. m³) im Nordosten, der zur Schweiz, Deutschland und Österreich gehört. Der flächenmässig grösste See, der sich ausschliesslich auf Schweizer Gebiet befindet, ist der Neuenburgersee (Fläche: 218 km²; Volumen: 14 Mia. m³).
Der grösste Stausee der Schweiz ist der Lac des Dix im Kanton Wallis mit einer Fläche von 4,03 km² und einem Volumen von 401 Mio. m³. Die Staumauer des Lac des Dix ist gleichzeitig die grösste Staumauer der Schweiz.

## Wasserhaushalt
Die Schweiz weist eine für Europa überdurchschnittlich hohe Niederschlagsmenge von jährlich 1431 mm auf. Ursache hierfür sind die vorherrschende Westwindlage und die Nähe zu Atlantik, Nordsee und Mittelmeer, wodurch viel feuchte Luft zugeführt wird. Diese staut sich an den Alpen und kondensiert (orografischer Niederschlag). Am meisten Niederschlag fällt dabei in den zentralen Hochalpen und im Tessin mit gegen 2000 mm jährlich. In den Voralpen und im Jura sind es rund 1400 mm und im Mittelland 1000 mm, während inneralpine Täler zu den trockensten Gebieten zählen.
Rund 32 % des jährlichen Niederschlags der Schweiz verdunstet, die restlichen 68 % gelangen als Abfluss ins Ausland. Von Bedeutung ist dabei, dass in den Alpen die Niederschläge im Winter als Schnee und Eis gespeichert werden und erst im Frühjahr und Sommer abflusswirksam werden. Dadurch werden den Nachbarländern der Schweiz gerade in den trockenen Jahreszeiten am meisten Wasser zugeführt.
Das Hydrologische Jahr dauert in der Schweiz vom 1. Oktober bis zum 30. September des folgenden Jahres.

## Wasserreserven
Die Schweiz weist Wasserreserven im Umfang von schätzungsweise 340 Milliarden m³ auf. Bezogen auf die Landesfläche entspricht dies einer Wassersäule von 8235 mm oder 5,77 mal der jährlichen Niederschlagsmenge. Die Reserven nehmen jedoch aufgrund der Klimaerwärmung ab: Von 1980 bis 2006 flossen 30 Milliarden m³ Wasser aus den Gletschern ab.
| Speicher                         | Wassermenge | Wasserhöhe bezogen auf Fläche der Schweiz | % des Gesamtspeichers | in % des jährl. Niederschlags |
| -------------------------------- | ----------- | ----------------------------------------- | --------------------- | ----------------------------- |
| Natürliche Seen (Anteil Schweiz) | 130 Mia. m³ | 3147 mm                                   | 38 %                  | 220 %                         |
| Grundwasser                      | 150 Mia. m³ | 3630 mm                                   | 44 %                  | 254 %                         |
| Gletscher                        | 57 Mia. m³  | 1380 mm                                   | 17 %                  | 96 %                          |
| Stauseen; Fliessgewässer         | 4 Mia. m³   | 97 mm                                     | 1 %                   | 7 %                           |
| Total                            | 340 Mia. m³ | 8250 mm                                   | 100 %                 | 577 %                         |

## Gewässernutzung

### Stromerzeugung
Aufgrund der topographischen Gegebenheiten und der hohen Niederschlagsmenge spielt die Wasserkraft bei der Elektrizitätsgewinnung in der Schweiz eine bedeutende Rolle. Ihr Anteil an der inländischen Stromproduktion liegt bei rund 56 %. Jährlich werden in den 556 Grosskraftwerken (Leistung von mindestens 300 kW) ca. 35'830 Gigawattstunden (GWh) produziert. Zwei Drittel dieser Produktionsmenge stammt dabei aus den Bergkantonen Uri, Tessin, Graubünden und Wallis. Da Wasserspeicherkraftwerke eine sehr flexible Stromerzeugung ermöglichen, spielt die Schweiz international eine zentrale Rolle bei der Produktion von Spitzenstrom.

### Trinkwasser
Das Trinkwasser der Schweiz stammt zu 83 % aus dem Grundwasser (dabei je zur Hälfte aus Quellen und aus Grundwasserförderbrunnen). Die restlichen 17 % werden aus Seen gewonnen. Während das Seewasser aufwändig aufbereitet werden muss, kann knapp die Hälfte des verwendeten Grundwassers ohne weitere Behandlung als Trinkwasser benutzt werden. Das Volumen des jährlichen Trinkwassersverbrauchs liegt in der Schweiz bei rund 1,1 Milliarden Kubikmetern, was etwa dem Inhalt des Bielersees entspricht.
Weil das Grundwasser vor allem im Mittelland mit Pestiziden belastet ist, hat der Bund zusammen mit den Kantonen Bern und Solothurn ein Pilotprojekt zur Erschliessung von neuen Trinkwasservorkommen am Jurasüdfuss gestartet.

### Schifffahrt
Die Schifffahrt ist in der Schweiz sowohl in Bezug auf die Wertschöpfung als auch auf die Beschäftigung unbedeutend, im Jahr 2006 beschäftigte die Schifffahrt nur rund 3000 Personen (nicht eingerechnet sind die Hilfs- und Nebentätigkeiten wie Frachtumschlag, die Lagerung von Gütern, Reisebüros, Speditionen). Die Schifffahrt auf den Schweizer Gewässern ist in erster Linie touristischer Natur.
Durch die Rheinhäfen beider Basel ist die Schweiz an die internationale Schifffahrt angebunden. Jährlich werden in diesen Häfen rund 9 Millionen Tonnen umgeschlagen, was 15 % des gesamten schweizerischen Aussenhandels entspricht.
Zusätzlich betreiben sechs Reedereien insgesamt 44 Hochseeschiffe (Stand 2013) unter Schweizer Flagge (→ Schweizer Hochseeschifffahrt).
Auf den meisten grösseren Seen und Flüssen verkehren, teilweise nur im Sommerhalbjahr, Ausflugsschiffe. Besonders beliebt bei den Fahrgästen sind die restaurierten und unter Denkmalschutz stehenden Raddampfer.
1638 wurde mit dem Bau des Canal d’Entreroches im Kanton Waadt begonnen. Der Kanal sollte den Rhein mit der Rhone verbinden und so eine durchgehende Kanalverbindung zwischen Nordsee und Mittelmeer ermöglichen. Der Kanal wurde nie durchgehend gebaut und 1829 wurde der Schiffbetrieb eingestellt. Heute ist nur noch ein ca. 5 Kilometer langes Reststück erhalten.

#### Hochrheinschifffahrt
Ab dem Mittelalter verkehrten auf dem Hochrhein zwischen Konstanz und Schaffhausen sowie unterhalb des Rheinfalls bis zur Hüninger Kapelle unterhalb von Basel Frachtschiffe und transportierten besonders Salz, aber auch Stahl, Eisen, Vieh, Häute, Käse, Wolle und Wein (→ Hochrheinschifffahrt). Zu Anfang des 19. Jahrhunderts waren die Landstrassen so weit verbessert, dass der Schiffsverkehr auf dem Hochrhein signifikant zurückging. Der Einzug des Hochrhein-Schienenverkehrs leitete um die Mitte des 19. Jahrhunderts den endgültigen Niedergang der mit dem Schiffsverkehr und der Hochrheinflösserei verbundenen Zünfte ein. Im 20. Jahrhundert kam die Idee auf, den Hochrhein zwischen Basel und Konstanz für moderne Frachtschiffe schiffbar zu machen. Massiver Widerstand der Bevölkerung führte in den 1970er Jahren zur Aufgabe des Projekts.

### Fischerei
Die Fischerei besitzt in der Schweiz eine geringe ökonomische Bedeutung. In den letzten 30 Jahren hat sich die Zahl der Berufsfischer in der Schweiz fast halbiert. 2006 waren noch rund 200 Personen hauptberuflich als Fischer tätig, 150 Personen übten diese Tätigkeit als Zweitberuf aus. Der Fangertrag der Berufsfischerei liegt bei jährlich rund 1700 Tonnen. 90 % des in der Schweiz konsumierten Fischs wird importiert.
Verbreiteter ist die Fischerei in der Schweiz als Freizeitbeschäftigung. Rund 100'000 Personen fischen in ihrer Freizeit, was etwa 1,2 Prozent der Schweizer Bevölkerung entspricht.

## Gewässerschutz
In den 1960er und 1970er Jahren wurden in der Schweiz in allen Regionen rund 800 Kläranlagen in Betrieb genommen. Dadurch verringerte sich die Gewässerverschmutzung deutlich. Ein weiterer Meilenstein für die Verbesserung der Wasserqualität war das 1986 erlassene Verbot für Phosphate in Textilwaschmitteln. Es war das Erste seiner Art in Europa. Trotz dieser Massnahmen sind insbesondere Bäche in landwirtschaftlich stark genutzten Regionen immer noch überdüngt und leiden unter Sauerstoffmangel. Der Eintrag von Mikroverunreinigungen stellt ausserdem eine zunehmende Gefährdung der Artenvielfalt in den Schweizer Fliessgewässern dar. Über 100 der grössten Kläranlagen werden deshalb seit 2016 mit einer 4. Reinigungsstufe aufgerüstet. Die Renaturierung von Fliessgewässern gewann Ende des 20. Jahrhunderts an Bedeutung. 2024 zeigte eine Studie, dass in über 70 % der untersuchten Bäche Insektenlarven und andere Kleinlebewesen, die empfindlich auf Pestizide reagieren, fehlen.

## Gefahren durch Tsunamis
Tsunamis entstehen hauptsächlich an den Küstengebieten des Pazifiks. Grundsätzlich können Tsunamis auch in Binnenseen auftreten. Dort sind die Folgen zwar weniger verheerend, können aber durchaus auch grosse Schäden verursachen.
In der Schweiz können Tsunamis durch Erdbeben sowie durch Rutschungen, welche die Seefläche erreichen oder sich unterhalb der Wasseroberfläche ereignen, ausgelöst werden.
Im Jahr 563 ereignete sich ein Erdrutsch am Ostende des Genfersees mit darauffolgendem Abrutschen der Sedimentmassen im Rhonedelta, wodurch ein bis zu 13 Meter hoher Tsunami ausgelöst wurde. Durch den Steinschlag wurden mehrere Dörfer zerstört, die Flutwelle überschwemmte erst Lausanne und dann Genf, wo u. a. die Rhonebrücke zerstört wurde.
Ähnliche Binnentsunamis sind vom Vierwaldstättersee und vom Lauerzersee bekannt. Am 18. September 1601 verursachte ein starkes Erdbeben am Vierwaldstättersee einen Tsunami mit 4 Meter hohen Wellen, der die Stadt Luzern überschwemmte. Am 23. September 1687 rutschten Teile des Muotadeltas in den Vierwaldstättersee und lösten einen Tsunami mit einer Höhe von 5 Metern aus.
Beim grossen Goldauer Bergsturz entstand 1806 durch einen Teil der Sturzmasse, welche den Lauerzersee erreichte, ein Tsunami. Viele nahe dem See gelegene Gebäude und die Landstrasse wurden zerstörte. 10 Personen starben.
Das primäre Schadenpotenzial eines Tsunamis in der Schweiz geht im 21. Jahrhundert hauptsächlich von der vielerorts hohen Wertekonzentration in Ufernähe aus. So könnten heute beim Vorkommen eines Tsunami auch an Seeufern beachtliche Schäden entstehen.